# La Cruz Cubierta

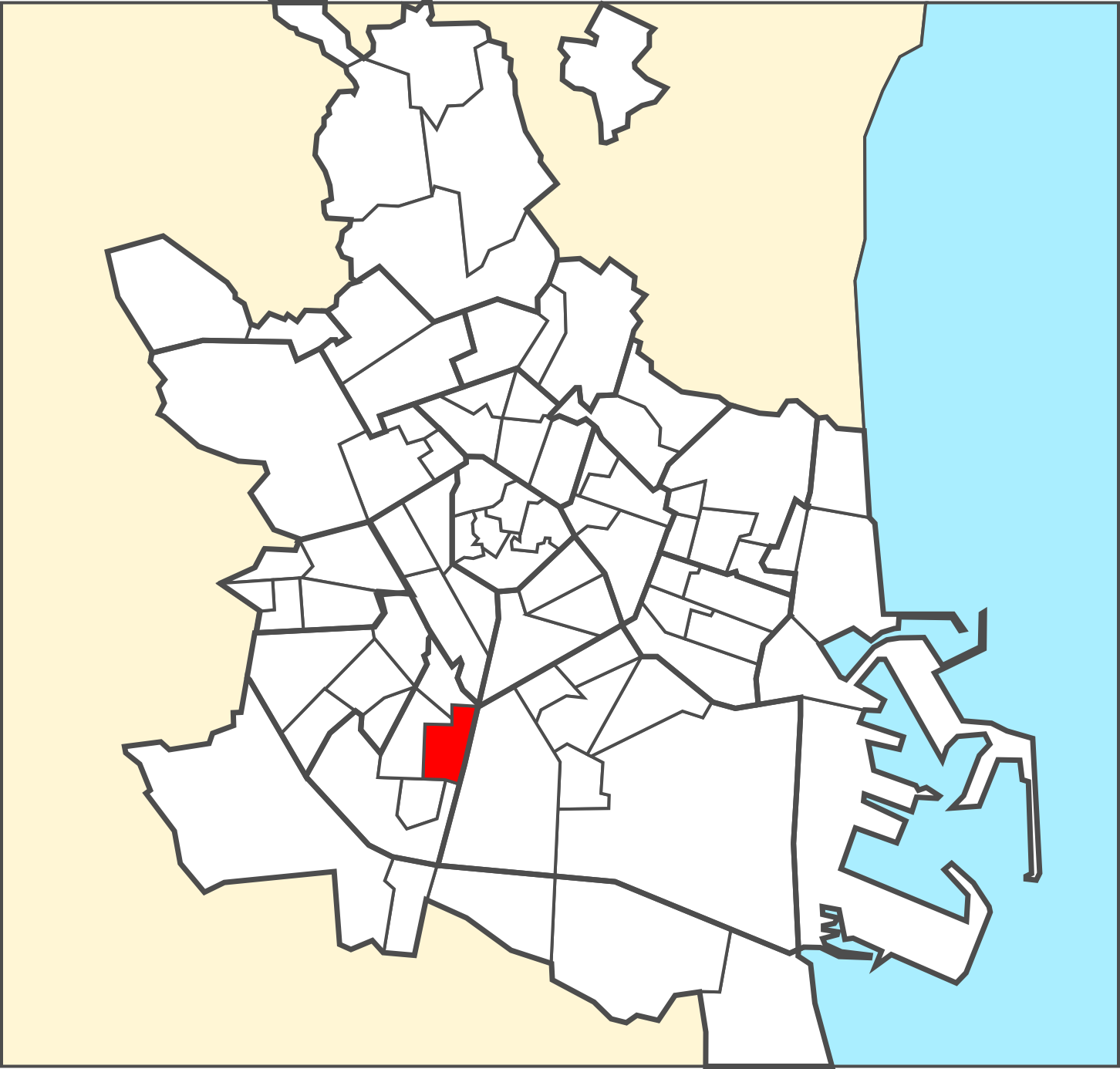
Situación del barrio de La Cruz Cubierta en la ciudad de Valencia.

La Cruz Cubierta (en valenciano La Creu Coberta) es un barrio de la ciudad de Valencia (España), perteneciente al distrito de Jesús. Está situado al suroeste de la ciudad y limita al norte con La Raiosa, al este con Malilla, al sur con San Marcelino y Camino Real y al oeste con El Huerto de Senabre. Su población en 2022 era de 5.987 habitantes.

## Historia
La cruz que da nombre al barrio es una obra gótica de 1376 que ha sido un referente para la ciudad, ya que marcaba el final de la calle más larga de la ciudad (calle San Vicente Mártir). Construida en el antiguo camino real a Játiva y Alicante, se cubrió con un edículo entre 1432 y 1535 y fue restaurada en 1898. Para algunos historiadores, que la Cruz Cubierta sea conocida como la “Creu del miracle” hace suponer que en este emplazamiento ocurrió un milagro en la época, aunque esto no se ha podido probar. Para otros era uno de los tantos recuerdos que dejó Jaume I El Conqueridor tras la Reconquista mandando levantar estas cruces en aquellos lugares de la ciudad donde sus tropas habían acampado para sitiarla.

## Patrimonio

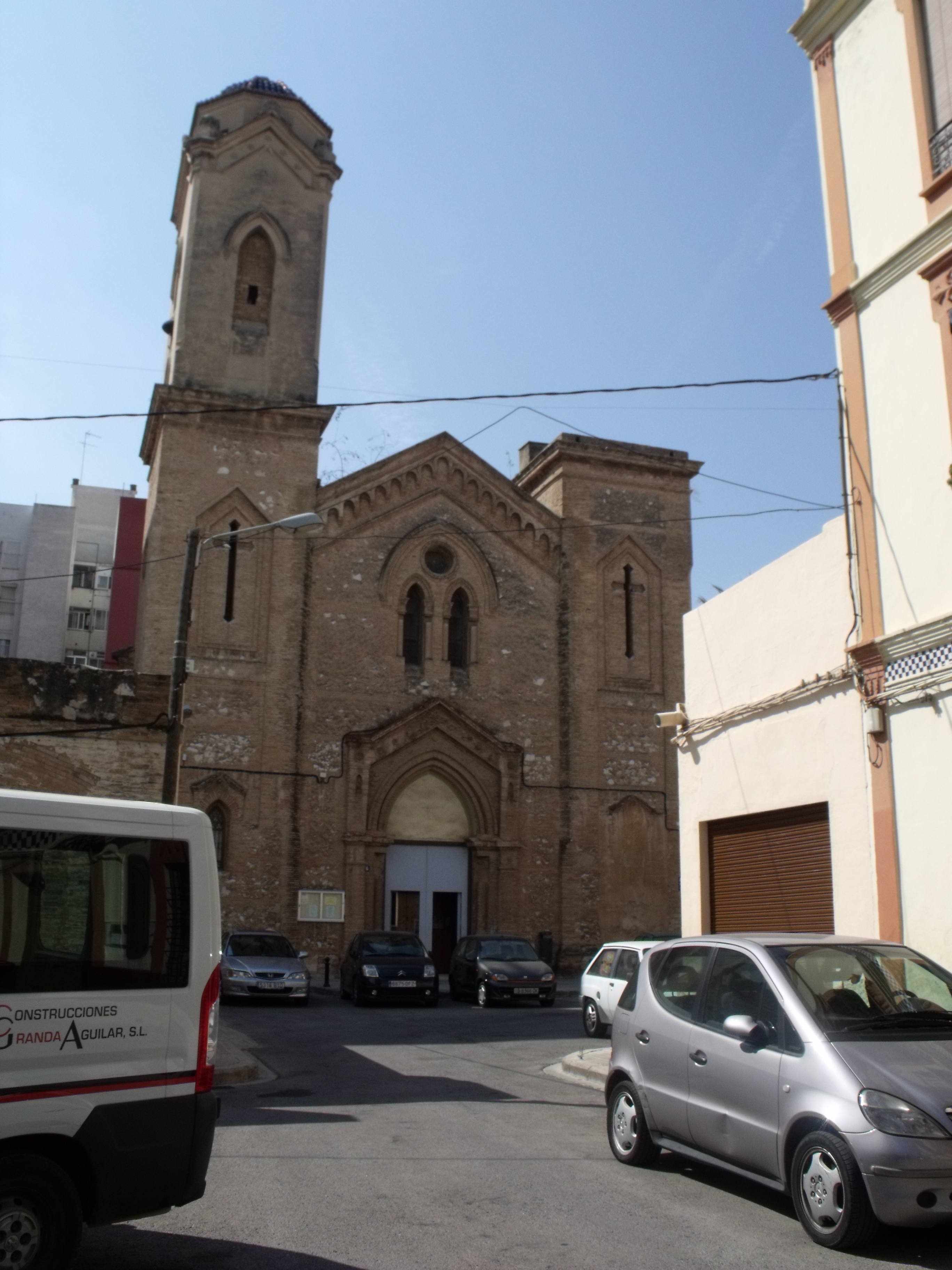
Iglesia del Santísimo Cristo de la Providencia.

- Iglesia del Santísimo Cristo de la Providencia (Església del Santíssim Crist de la Providència): Se construyó entre 1916 y 1918.[2]